# Tubaran

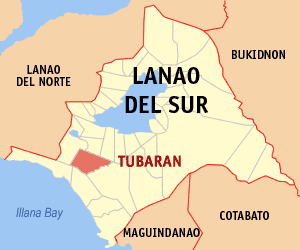
Bản đồ Lanao del Sur với vị trí của Tubaran

Tubaran là một đô thị hạng 4 ở tỉnh Lanao del Sur, Philippines. Theo điều tra dân số năm 2000 của Philipin, đô thị này có dân số 11.021 người trong 1.680 hộ.

## Các đơn vị hành chính
Tubaran được chia ra 21 barangay.
| - Alog - Beta - Poblacion (Buribid) - Campo - Datumanong - Dinaigan - Guiarong - Mindamudag - Paigoay-Pimbataan - Polo - Riantaran | - Tangcal - Tubaran Proper - Wago - Bagiangun - Gadongan - Gaput - Madaya - Malaganding - Metadicop - Pagalamatan |